# اچیسون ویلیج، ریچموند (کالیفرنیا)
اچیسون ویلیج (به انگلیسی: Atchison Village) یک محله و بافت تاریخی در ایالات متحده آمریکا است که در ریچموند، کالیفرنیا واقع شده‌است. این محله در ابتدا برای اسکان کارگران مدافع کارخانه کشتی‌سازی کایسر ساخته شد. اچیسون ویلیج در ارتفاع ۱۳ فوتی (۴ متری) قرار دارد. این پروژه که توسط اداره مسکن ریچموند در سال ۱۹۴۱ به عنوان اولین پروژه مسکن دفاع عمومی ریچموند ساخته شد، یکی از تنها پروژه‌هایی است که توسط قانون تسهیلات اجتماعی سال ۱۹۴۰ (قانون لانهام) تأمین مالی شد و از معدود پروژه‌هایی است که پس از جنگ ویران گردید. این یکی از ۲۰ پروژه مسکن دولتی است که قبل و در طول جنگ جهانی دوم در ریچموند ساخته شده‌است. دهکده (بدون پارک) توسط دولت به مبلغ ۱٬۵۱۲٬۰۰٫۰۰ دلار به ساکنانش در ۲۸ فوریه ۱۹۵۷ فروخته شد (تکثیر سندسی‌سی‌سی ثبت‌شده، لیبر ۲۹۳۹ صفحه ۳۳۹) مسکن متقابل تا به امروز تحت مالکیت متقابل اچیسون ویلیج، شرکت هومز باقی مانده‌است.